# Amtshauptmannschaft Bayreuth

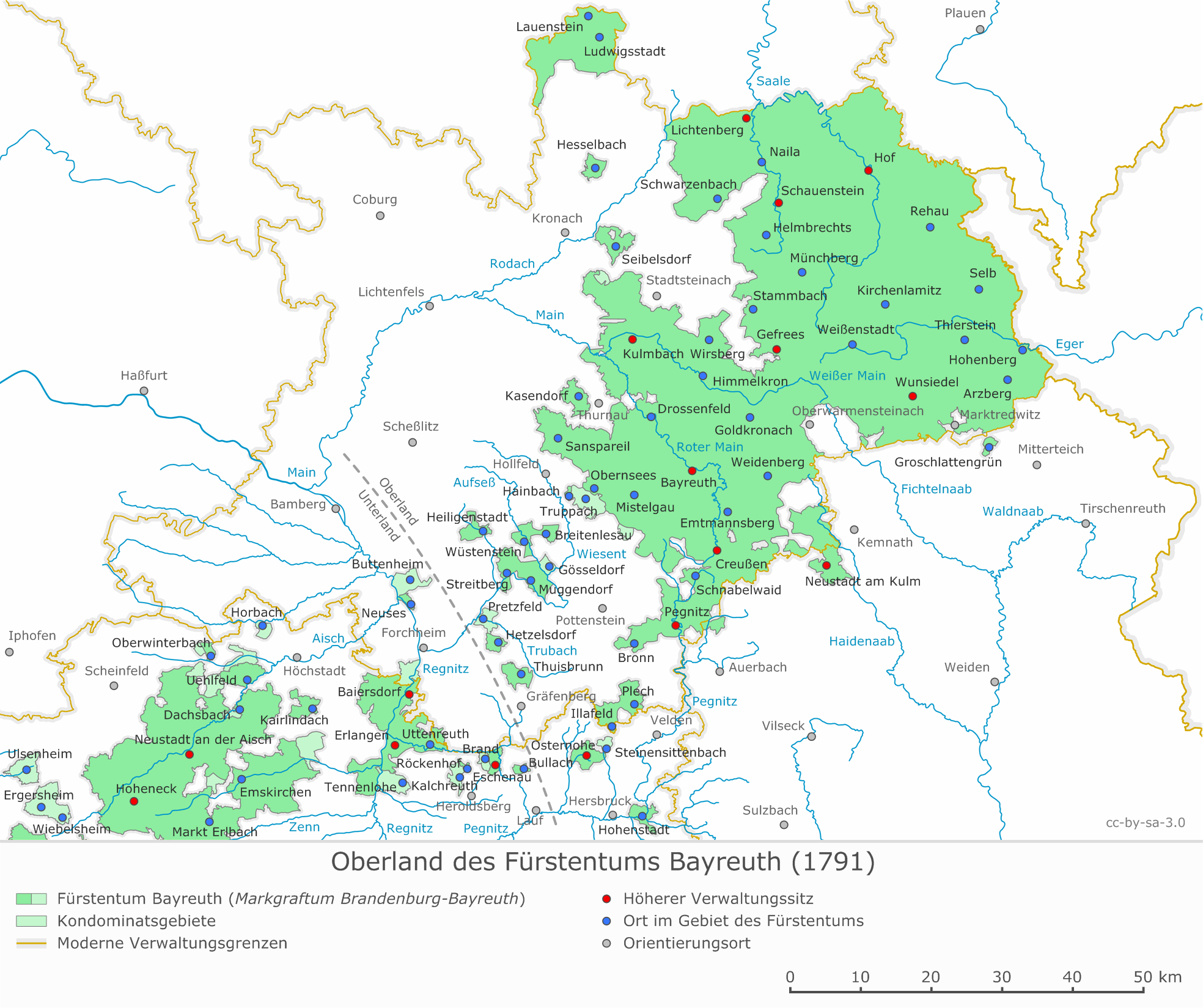
Das Oberland des Fürstentums Bayreuth mit der Amtshauptmannschaft Bayreuth im Südwesten

Die Amtshauptmannschaft Bayreuth war ein Verwaltungsgebiet des Fürstentums Bayreuth, das von einer Nebenlinie der Hohenzollern regiert wurde. Die Amtshauptmannschaft Bayreuth war während der ersten Hälfte des 16. Jahrhunderts aus dem 1498 eingerichteten Militärkreis Bayreuth entstanden. Ab 1791/92 stand das Fürstentum Bayreuth unter preußischer Verwaltung. 1797 wurde der Bayreuther Kreis geschaffen, der an die Stelle der Amtshauptmannschaft Bayreuth und des Oberamtes Creußen trat, jedoch nicht vollständig, denn ein kleinerer Teil wurde dem Kulmbacher Kreis zugewiesen.

## Lage
Die Amtshauptmannschaft Bayreuth grenzte im Norden an die Amtshauptmannschaft Kulmbach, im Nordosten an das Oberamt Gefrees und an die Landeshauptmannschaft Hof, im Süden an das Oberamt Creußen, im Westen an das Hochstift Bamberg und im Osten an die Oberpfalz.

## Struktur
Die Amtshauptmannschaft Bayreuth bestand aus elf Ämtern. In dem Fraischbezirk lagen 3 Städte, 3 Märkte, 386 weitere Orte.

### Kasten- und Stadtvogteiamt Bayreuth
Zum Amt gehörten folgende Orte:
Allersdorf, Altdrossenfeld, Altenplos, Altstadt, Äußerer Graben, Außerleithen, Äußerer Spitalhof, Baimreuth, Bärnreuth (Hummeltal), Bärnreuth (Mistelgau), Bayreuth, Bindlach, Binzenleithen, Birken, Braunersberg, Bremermühle, Brüderitz, Buchhaus bei Bindlach, Busbach, Christanz, Cottenbach, Creez, Crottendorf, Culm obere, Culm untere, Deps, Destuben, Döberschütz, Doebitsch, Döblein, Dörflas, Draisendorf, Draisenfeld, Dürrwiesen, Eckershof, Eiben, Eichelberg, Eilersdorf, Einöde bei St. Johannis, Engelmeß, Eremitage, Eschen, Eschenmühle, Fenkensees, Finkenmühle, Flurhof, Forkenhof, Forstmühle, Forthof, Frankengut, Freiahorn, Friedrichsgab, Geigenmühle, Geigenreuth, Geislareuth, Gemein, Görau, Gesees, Gibitzmoos, Göritzen, Görschnitz, Gollnach, Gosten, Gottelhof, Grabenhaus, Gräfenthal, Grauenthal, Gries, Grunau, Grünbaum, Grüngraben, Hagenmühle Mistelgau, Hahnenhof, Harloth, Hauenreuth, Haus am Roth, Heisenstein (Bindlach), Heisenstein (Eckersdorf), Herzog, Herzogmühle, Heßlach, Hinterkleebach, Höflas, Höll, Hohenfichten, Hohenreuth, Hohlmühle, Hörleinshof, Hundshof, Jöslein, Kirchenlaibach, Knallhütten, Kurzendorf, Lahm, Lankendorf, Lehen, Lenz, Lerchenbühl, Lessau, Letten (Bayreuth), Letten bei Benk, Letten bei Kirchleub, Lichtentanne, Löhlitz, Lohmühle, Mausgraben, Melkendorf, Mendelhöf, Mengersdorf, Meuschlitz, Meyernberg, Meyernreuth, Mistelbach, Morlasreuth, Moritzhöfen, Moosing, Muckenreuth, Muschelhof, Muthmannsreuth, Nairitz, Neß, Neudorf, Neuenplos, Neue Welt bei Bayreuth, Neuwelt (Plankenfels), Neumühle bei Weidenberg, Neustädtlein am Forst, Neuwirthshaus, Oberkeil, Oberbrücklein, Obernsees, Obernzettlitz, Oberobsang, Ober- und Unterpferch, Oberpreuschwitz, Obernschreez, Oberwaiz, Oschenberg, Pettendorf, Petzelmühle, Pfaffenberg, Pittersdorf, Plankenstein, Pleofen, Poppenmühle, Potaschenhütte, Püttlach, Putzenstein, Quellhof, Ramsenthal, Regensdorf, Reuth bei Obernsees, Ringau, Rodersberg, Rödensdorf, Rosengarten, Rothe Häuslein, Rudolphsberg, Rücklesmühle, Saas, Sandreuth, Sankt Johannis, Schanz, Schlappach, Schnackenwöhr, Schnörleinsmühle, Schobertsreuth, Schrenkersberg, Seitenbach, Seybothenreuth, Seulbitz, Simmelbuch, Sorg (Creußen), Sorg (Heinersreuth), Sorg (Mistelgau), Spänfleck, Stadtvogtsgut, Stammbach bei Trebgast, Stein, Steinach bei Nemmersdorf, Steinbühl/Knallhütten bei Bayreuth, Steinmühle, Stockau, Stockhaus, Streit, Streitau bei Obernsees, Streitberg, St. Rupertus, Tannenbach, Tauberhof, Tennig, Theta, Thiergarten, Tröbersdorf, Trockau, Troschenreuth, Truppach, Unterkeil, Unterkonnersreuth, Unterobsang, Unterpreuschwitz, Unterwaiz, Ützdorf, Voitsreuth, Vorkleebach, Vorlahm, Waischenfeld, Wallenbrunn, Weikenreuth, Weiglathal, Weißenreuth, Weißlareuth, Wendelhöfen, Wiesen, Windhof, Windischenlaibach, Wirsberg, Würnsreuth, Zeckenmühle, Zeubach, Zeulenreuth, Zinkenflur, Zoltmühle.
Zum vormaligen Oberamt Neustadt am Kulm gehörten folgende Orte:
Filchendorf, Göppmannsbühl, Guttenthau, Neumühle, Neustadt am Kulm, Pechmühle nach Neustadt, Ramlesreuth, Scheckenhof, Schneckenhof, Speichersdorf, Tauritzmühle, Teufelhammer, Wildenreuth, Wirbenz.

### Amt Donndorf und Eckersdorf
Zum Amt gehörten folgende Orte:
Backöfen, Donndorf, Dörnhof, Eckersdorf, Fantaisie, Hermesbühl, Himmelreich, Lohe, Lochau, Lüchauthal, Teufelsgraben, Thalmühle.

### Verwalteramt Emtmannsberg
Emtmannsberg war ursprünglich ein Rittergut der Freiherren von Stein, das sie von Brandenburg-Kulmbach als Mannlehen erhalten hatten. Mit deren Aussterben fiel es dem Fürstentum heim und wurde in ein Verwalteramt umgewandelt.
Zum Amt gehörten folgende Orte:
Emtmannsberg, Gampelmühle, Lehen, Oberölschnitz, Schamelsberg, Wasserkraut, Wiedent.

### Amt Heinersreuth
Zum Amt gehörten folgende Orte:
Denzenlohe, Heinersgrund, Heinersreuth, Martinsreuth und Vollhof.

### Kastenamt Sanspareil mit Vogteiamt Wonsees
Zum Amt gehörten folgende Orte:
Alladorf, Eichig, Feulersdorf, Gelbsreuth, Großenhül, Großziegenfeld, Hochstall, Hohenpölz, Kainach, Kleinhül, Kobelsberg, Königsfeld, Kotzendorf, Lochau, Moggendorf, Pilgerndorf, Pilgramsreuth, Plötzmühle, Rockmannsstall, Sanspareil, Schirradorf, Schlötzmühle, Schönfeld, Seubersdorf, Steinfeld, Tannfeld, Treunitz, Trumsdorf, Voitendorf, Wölkendorf, Wonsees, Zedersitz.

### Kastenamt Schreez mit Glashütten
Schreez war Teil der Herrschaft Creußen und gehörte ursprünglich den Herzogen von Meranien. Als der Zweig der Meranier, die auf Creußen saßen, ausstarb, gelangte es an die Burggrafschaft Nürnberg und in deren Folge an Brandenburg-Kulmbach. Im 13. Jahrhundert wurde es kurzzeitig dem Stift Ellwangen zu Lehen aufgetragen. Daraufhin waren bis ins 17. Jahrhundert hinein die Herren von Nanckenreuth Lehensträger.
Zum Amt gehörten folgende Orte (in Klammern ist die Zahl der Anwesen angegeben; keine Angabe bedeutet, dass das ganze Dorf dem Amt unterstand): Altencreußen (2), Altstadt (1), Arnoldsreuth, Bindlach (1), Bockmühle, Bocksrück, Boden, Engelmannsreuth (2), Frankenhaag, Freileithen, Glashütten, Glotzdorf, Gottsfeld, Haag, Hardt, Hauleithen, Hauses, Hehrhof, Heinersberg, Hörlasreuth, Kleinweiglareuth, Krugshof, Körzendorf (1), Lankenreuth, Leismühle, Mistelgau (5), Neueben, Neuenreuth, Neustädtlein am Forst, Oberkonnersreuth (1), Oberer Culmhof, Ochsenholz, Pettendorf (1), Plösen, Preuschwitz (1), Preußling, Ramsenthal (1), Röth, Sahrmühle, Schenk von Stauffenberg, Schreez, Sorg, Streit (6), Tettenbach, Unternschreez, Wohnsgehaig.
In Gosen und Mistelbach hatte das Amt Zehntansprüche.

### Amt St. Georgen am See
Zur Amtsverwaltung Sankt Georgen gehörten folgende Orte:
Hammerstatt, Hölzleinsmühle, St. Georgen, Strangshof, Weiherhaus, Wildenau.

### Amt St. Johannis
Das Amt ist aus Rittergütern entstanden, die dem Fürstentum als Lehnsherrn heimfielen.
Zum Amt gehören folgende Orte:
Aichig, Altentrebgast, Altmühle, Bodenmühle, Bruckmühle, Bühl, Colmdorf, Culmberg, Dürschnitz, Eickenreuth, Eremitage, Eremitenhof, Fürsetz, Geiersnest, Hauptmannsreuth, Hühl, Kreuzstein, Laimbach, Laineck, Mooshügel, Neue Welt, Neunkirchen, Römerleithen, Röth, Rumpelmühle, Schlehenberg, Sonnenleithen, Sophienberg, Sorg, Sankt Johannis, Thalmühle, Walkmühle, Wunau.

### Amt Streitberg mit Thuisbrunn
Streitberg war seit 1197 Sitz der Herren von Streitberg. 1507 verkauften sie das Rittergut mit allen Zugehörungen an Brandenburg-Kulmbach.
Albertshof, Bärenthal, Birkenreuth, Breitenlesau, Burggrub, Dörnhof, Draimäußel, Draisendorf, Engelhardsberg, Gaisloch, Gösseldorf, Gößmannsberg, Hagenbach, Hammerthoos, Hartenreuth, Hetzelsdorf, Höfles (1), Hohenschwärz, Hundshaupten, Kuchenmühle, Lassau, Muggendorf, Neudorf, Neuses, Ober- und Niederfellendorf, Oberngrub, Oberleinleiter, Poppendorf, Pretzfeld, Rauhenberg, Riesenburg, Rothenstein, Rüssenbach, Schottersmühle, Seelig, Siegritz, Störnhof, Streitberg, Thuisbrunn, Traindorf, Unterweilersbach, Unterzaunsbach, Wannbach, Wartleiten, Wehlen, Wöhr, Wüstenstein, Zedlitz, Ziegelmühle, Zoggendorf.

### Kastenamt Weidenberg
Dem Amt unterstanden folgende Orte:
Altenreuth, Amselmühle, Brunnenhaus, Eichleithen, Fischbach, Gossenreuth, Grund, Hagenbach, Haidhof, Kattersreuth, Mengersreuth, Mittlernhammer, Neuwelt, Neuhaus, Rosenhammer, Rügersberg, Sand, Schafhof, Schnackenmühle, Schuhmühle, Sonnengrün, Sophienthal, Waizenreuth, Warmensteinach, Weidenberg, Wildenreuth, Zainhammer, Ziegelhütten.